# Zeittafel zur Unterelbregion

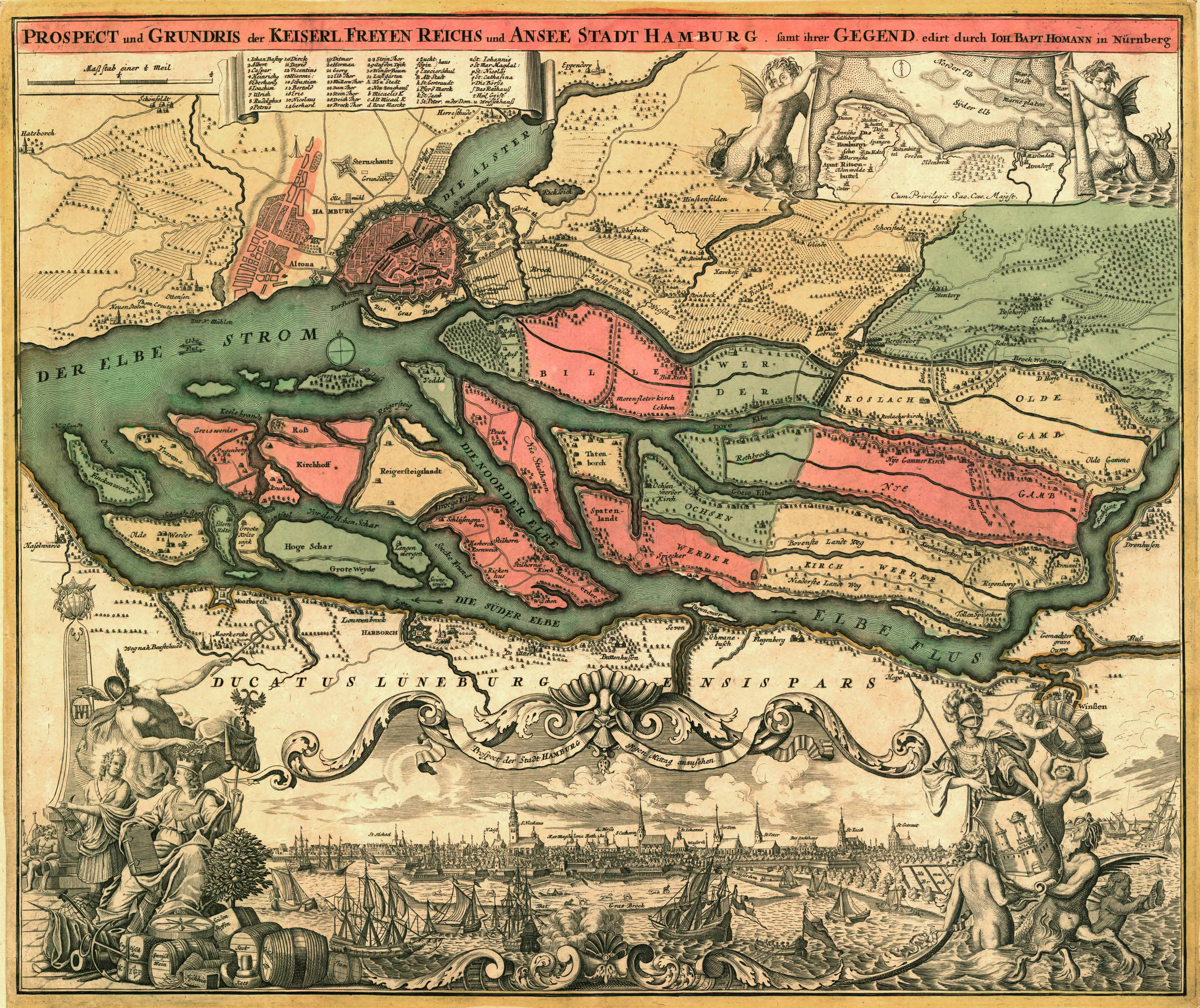
Vierlande und heutiges Hamburger Hafengebiet um 1600.

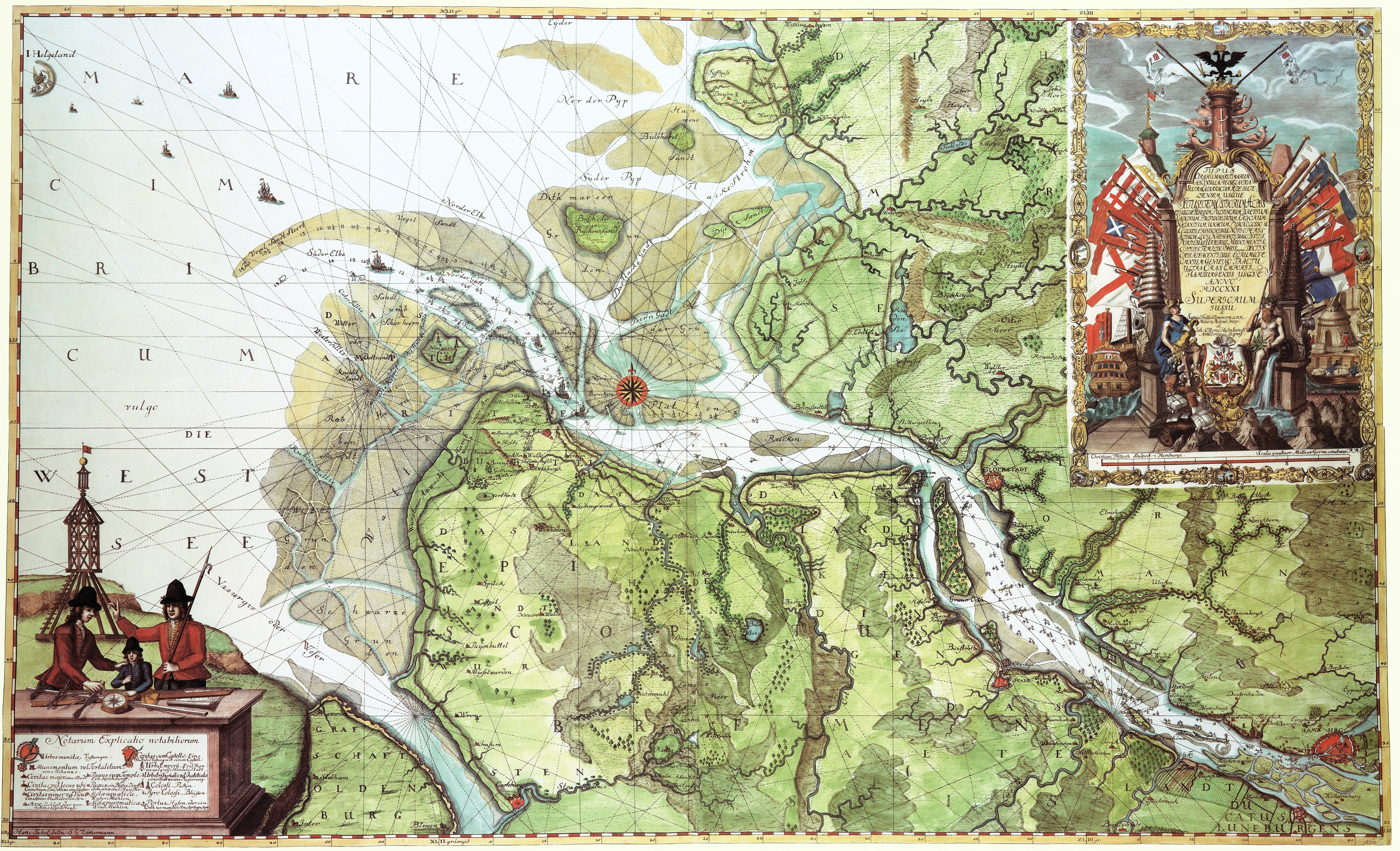
Elbmündung 1721

– siehe auch Hauptartikel Unterelbe –

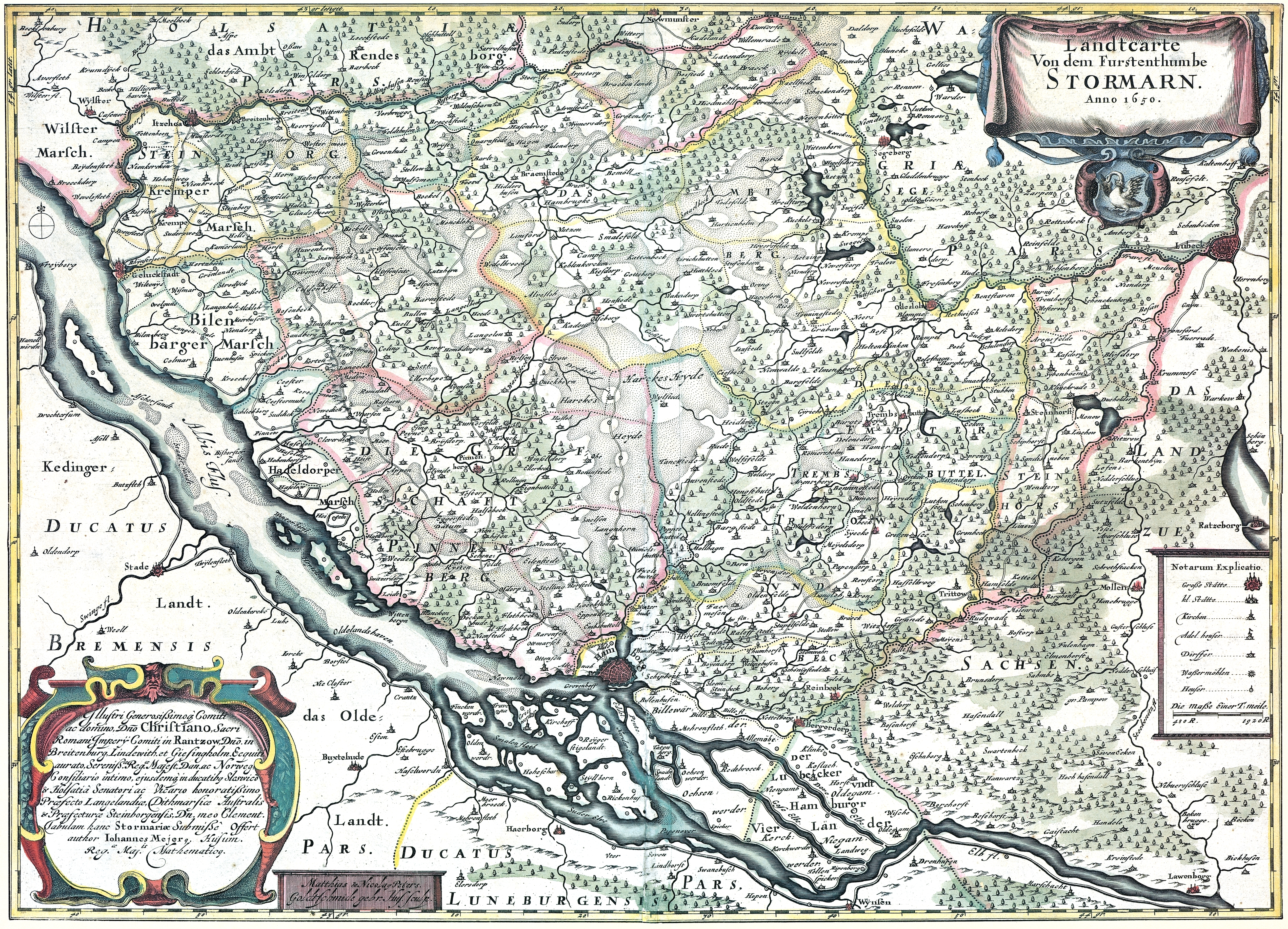
Unterelbe von Lauenburg/Elbe bis Wilstermarsch 1650

Zeittafel:
- 12 vor Chr.   Die Römer erreichen die Elbe-Mündung. Sie nannten den Fluss Albis und die Gegend beiderseits der Unterelbe Albingia.[2][3][4] Wie weit sie die Elbe hinauf fuhren, ist nicht überliefert.
- um 800   Karl der Große dringt in den Sachsenkriegen bis an die Elbe vor; damit beginnt die Christianisierung des Nordens
- um 817   Gründung der Hammaburg im Mündungsgebiet der Alster, der Keimzelle Hamburgs
- 845   Wikinger überfallen die Siedlungen entlang der Unterelbe bis zur Hammaburg
- 915/916   Gemeinsamer Überfall von Wenden und Dänen auf den Hamburger Sprengel
- 983   Wenden unter dem christlichen Abodritenfürsten Mistewoi verwüsten Stormarn und Holstein und brennen Hamburg nieder
- 1032   Unter ihrem Fürsten Gottschalk überfallen die Abodriten erneut Stormarn und Holstein
- Um 1060   Erzbischof Adalbert befestigt den Süllberg in Blankenese
- 1066   Erzbischof Adalbert wird – vor allem auf Drängen der Billunger – gestürzt. Nordalbier zerstören seine Burg auf dem Süllberg
- 1142   Gründung des Kirchspiels Bishorst
- 1148   Beginn der Eindeichung der Haseldorfer Marsch durch Holländer
- 1164   Die Julianenflut verwüstet den Unterelbraum bis nach Wedel, ca. 20.000 Menschen und viele tausend Stück Nutzvieh kommen ums Leben
- 1189   Ein Freibrief von Friedrich „Barbarossa“ sichert den Hamburgern das Stapelrecht zu
- 1219   Erste Marcellusflut, große Überflutungen auch im Elbegebiet
- vor 1236   Eine Sturmflut trennt Finkenwerder und Gorieswerder von Dradenau
- 1248   Die Allerkindleinsflut überflutet das Elbegebiet und trennt die historischen Elbinsel Gorieswerder in mehrere Teile
- 1282   Erste Schlacht bei Uetersen, die Holsteinischen Grafen besiegen mit hamburgerischer Unterstützung Heinrich IV von Barmstede
- 1297   Harburg, welfischen Herzögen untertan, bekommt das Stadtrecht
- 1306   Zweite Schlacht bei Uetersen, aufständische Bauern werden von einer Koalition der Herzöge von Lauenburg und Lüneburg und der Grafen von Holstein geschlagen.
- um 1311   Ausbau der Hatzburg bei Wedel durch die Grafen von Schauenburg

- zwischen 1380 und 1393   Die Elbinsel Gorieswerder wird durch Sturmfluten zerrissen, Grevenshof, Groß und Klein Dradenau, Niedernfeld, Roß, Rugenbergen und Veddel entstehen
- 1394   Hamburg erwirbt von den Lappes eine Ritterschaft an der Elbmündung als „Amt Ritzebüttel“, zur besseren Kontrolle über Elbe-Mündung und Nordsee(-Piraten)
- 1395   Hamburg erwirbt die Binneninseln Ochsenwerder und Moorwerder um den Eingang der Norderelbe zu beherrschen
- um 1402   Neustadt an der Elbe wird überflutet
- vor 1460   Die Elbinseln Groß und Klein Dradenau sowie Roß und Rugenbergen werden an Hamburg verkauft
- 1460   Verkauf von Grevenhof, Niedernfeld und Veddel an Hamburg
- 1460 (bestätigt 1510)   Hamburg wird Freie Reichsstadt
- um 1463   Untergang des Kirchspieles Bishorst
- nach 1500   Gründung von Altona
- 1543   Beginn der Anlage Cuxhavens (1577 „Dikshave“) als kleine Deichreihensiedlung im Amt Ritzebüttel
- 1616   Errichtung der Hamburger Wallanlagen; in der Folge entsteht ein neuer Elbhafen an der Mündung der Alster, vor dem Baumwall
- 1617   Christian IV., König von Dänemark und Herzog von Schleswig und Holstein gründet Glückstadt in Konkurrenz zu Hamburg
- 1620   Altona wird als Teil der bis dahin schauenburgischen Herrschaft Pinneberg dänisch
- 1627   Allerheiligenflut (7. November) überflutet ausgedehntes Marschland
- 1628   Im  Dreißigjährigen Krieg gerät Stade in kaiserlich-katholische Hand Tilly, wenig später erstmals in schwedische
- 1634   Große Flut (11./12. Oktober)
- 1648–1712   Nach dem Westfälischen Frieden ist das Elbe-Weser-Dreieck als Herzogtümer Bremen und Verden schwedischer Besitz innerhalb des Heiligen Römischen Reiches
- 1658   Schwedische Truppen greifen die Haseldorfer Marsch an und brandschatzen Uetersen
- 1559   Die dänische Festung Hetlinger Schanze am Elbufer der Haseldorfer Marsch wird errichtet und 1672 weiter verstärkt
- 1664   Friedrich III., König von Dänemark und Herzog von Schleswig und Holstein, verleiht Altona das Stadtrecht

- 1700–1721   Großer Nordischer Krieg
  - 1700, 1711 und 1712 Schiffsgefechte auf der Unterelbe
  - 1712/1715 Die Herzogtümer Bremen und Verden werden von Dänemark erobert und drei Jahre später an das Kurfürstentum Braunschweig-Lüneburg („Hannover“) verkauft
  - 1713   Niederbrennen von Altona durch den schwedischen Feldmarschall Magnus Stenbock
- 1717   Schwere Sturmflut mit Überflutung von Uetersen, Haseldorfer- und Seestermüher Marsch bis vor Elmshorn
- 1722–1724   Bau des Neuen Holzhafens in Altona. In der zweiten Hälfte des 18. Jahrhunderts hat Altona zeitweise mehr Tonnage unter Segel als Hamburg
- 1726–1736   Handelssperre zwischen Holstein und Hamburg
- 1731   Großer Brand von Wedel (16. Mai), Övelgönne wird eigenständiges Dorf
- 1751   Das Dorf Bishorst wird endgültig durch eine Sturmflut ausgelöscht
- 1756   Große Sturmflut, mehrere Hundert Tote
- 1764   Die Festung Hetlinger Schanze wird abgebrochen
- 1768   Alle Elbinseln zwischen Billwerder und Finkenwerder werden an Hamburg abgetreten
- 1811–14   Kosakenwinter und Hamburger Franzosenzeit. Die Kosaken überqueren die Elbe bei Hamburg, Belagerung von Hamburg, Glückstadt und Uetersen. Französische Truppen vertreiben über 20.000 Hamburger aus der Stadt.
- 1816–59   Mehrere Grönlandfahrten von Elmshorn und von Uetersen aus
- 1837   Großer Brand von Wedel
- 1842   Nach dem Großen Brand in Hamburg vorzeitige Inbetriebnahme der Hamburg-Bergedorfer Eisenbahn
- 1844   Fertigstellung der dänischen Christian-VIII.-Ostseebahn von Altona nach Kiel mit Abzweigung nach Glückstadt/Elbe
- 1846   Fertigstellung der Berlin-Hamburger Eisenbahn
- 1847   Fertigstellung der Bahnlinie von Hannover nach Harburg. Die bis dahin unbedeutende Stadt wird zum wichtigsten hannoverschen Hafen
- 1848–1851 Schleswig-Holsteinischer Krieg, aus einem schleswig-holsteinischen Aufstand gegen Dänemark entstanden; noch blieben die Elbherzogtümer dänisch.
- 1852   Zollgrenze zwischen Altona und den restlichen Holstein.
- 1864   Schleswig-Holstein wird nach dem Deutsch-Dänischen Krieg deutsch, zunächst von Preußen und Österreich gemeinsam verwaltet
- 1866   Nach dem Deutschen Krieg zwischen Preußen und Österreich werden Schleswig-Holstein und das Königreich Hannover preußische Provinzen
- 1868   Neumühlen wird in Ottensen eingemeindet
- 1870   Uetersen erhält Stadtrechte
- 1870/71   Hamburg wird Teilstaat des neugegründeten Deutschen Reiches, bleibt aber zunächst Zollausland
- 1872   Die Eisenbahnverbindung von Hamburg nach Harburg ist die erste vollständige Überbrückung der Elbe bei Hamburg
- 1880   Um Hamburg für den Beitritt zum Deutschen Zollverein zu gewinnen, erweitert Otto von Bismarck die Rechte der Hamburger auf den Bereich zwischen Lauenburg und der Elbmündung. Die Speicherstadt auf dem Grasbrook wird gebaut; fast 40.000 Menschen werden umgesiedelt
- 1883   Bau der Bahnverbindung Blankenese - Wedel
- 1888   Wegfall aller Binnenzollgrenzen, Hamburg tritt dem Deutschen Zollverein bei. Seitdem ist nur noch der Freihafen Zollausland
- 1899   Erste feste Straßenverbindung über die Elbe von Hamburg nach Harburg
- 1907   Cuxhaven bekommt Stadtrecht
- 1909   Schulau wird in Wedel eingemeindet
- 1911   Der St. Pauli-Elbtunnel verbindet den Stadtkern Hamburgs auf der Nordseite der Elbe mit Steinwerder
- 1927   Die pinnebergischen Elbgemeinden Othmarschen, Klein- und Groß Flottbek, Blankenese und Rissen werden nach Altona eingemeindet
- 1927/28   Bau des Kraftwerks Unterelbe in Wedel-Schulau, abgebrochen 1957–1962
- 1937   Altona, Harburg und Wandsbek werden hamburgisch (und 1938 in die Stadt Hamburg eingemeindet), Cuxhaven und Geesthacht dafür preußisch (Groß-Hamburg-Gesetz)
- 1943   in der letzten Juliwoche Operation Gomorrha: massive Bombenangriffe auf Hamburg. Im selben Jahr auch schwerer Luftangriff auf Wedel
- 1961–65   Bau des Kraftwerks Wedel
- 1962   Verheerende Sturmflut an der ganzen deutschen Nordseeküste. In Hamburg werden große Gebiete des Stadtteils Wilhelmsburg überflutet. Bei der anschließenden Deichverstärkung wird die untere Süderelbe abgedeicht. Die Obere Süderelbe fließt seitdem durch den Köhlbrand ab
- 1965–68   Bau der Pinnau- und Krückausperrwerke
- 1969   Neuwerk und Scharhörn gehören wieder zur Freien und Hansestadt Hamburg (Cuxhaven-Vertrag – Staatsvertrag mit Niedersachsen)
- 1974   Das alte Trajekt über den Köhlbrand wird durch die Köhlbrandbrücke ersetzt
- 1975   Eröffnung des Neuen Elbtunnels im Verlauf der A7
- 1975–78   Vordeichung Wedeler- und Haseldorfer Marsch, Entstehung des Naturschutzgebiets Haseldorfer Binnenelbe mit Elbvorland
- 1976   Durch eine Sturmflut bricht der Elbdeich bei Hetlingen und die Haseldorfer Marsch wird überflutet
- 2002   Eröffnung der vierten Röhre des Neuen Elbtunnels

| |  |
| Die Elbe bei Hamburg aufgenommen in den Jahren 1789 bis 1796 unter der Direktion des Majors Gustav Adolf von Varendorff durch Offiziere des Schleswigschen Infanterieregiments |  |